# Sapekhburto Klubi Torpedo Kutaisi
FC Torpedo Kutaisi é um clube de futebol sediado na cidade de Kutaisi, na Geórgia, fundado em 1946. A equipe disputa a Umaglesi Liga, que é equivalente à primeira divisão do Campeonato Georgiano.
Football Club Torpedo Kutaisi

## Títulos
- Umaglesi Liga: (4)
  - 2000, 2001, 2002 e 2018.
- Copa da Geórgia: (3)
  - 1999, 2001 e 2018
- Supercopa da Geórgia: (2)
  - 2017 e 2018.